# Buix
Buix är en ort i kantonen Jura, Schweiz. 
Buix var tidigare en egen kommun, men den 1 januari 2009 slogs kommunerna Buix, Courtemaîche och Montignez samman till den nya kommunen Basse-Allaine.